# Surâsul Giocondei (film)
Surâsul Giocondei este un film românesc din 1988 regizat de Nell Cobar.